# 40e bataillon de chasseurs à pied
Le 40e bataillon de chasseurs à pied est une unité militaire française créée en 1894 pour participer à l'expédition de Madagascar. Formé de chasseurs alpins volontaires, le bataillon subit de lourdes pertes à cause des maladies tropicales et revient en France fin 1895 pour être dissout.

## Historique
Il est créé le 1er décembre 1894 par des volontaires des 11e, 12e, 14e et 22e bataillons alpins de chasseurs à pied.
Commandé par le commandant Massiet de Biest, il débarque à Mahajanga puis combat à Metavanana et Beritzoka. Les maladies tropicales (typhus, paludisme, fièvre jaune) tuent plus de 600 chasseurs du bataillon. Le bataillon perd rapidement toute valeur militaire.
Il rembarque vers la France fin novembre 1895. Il est dissout à Grenoble le 1er janvier 1896.

## Décoration
Le bataillon est décoré de la médaille commémorative de Madagascar. Le drapeau des chasseurs porte l'inscription Madagascar 1895 à la suite de l'engagement du 40e BCP pendant la campagne.